# Craterocephalus stercusmuscarum
Craterocephalus stercusmuscarum är en fiskart som först beskrevs av Günther, 1867.  Craterocephalus stercusmuscarum ingår i släktet Craterocephalus och familjen silversidefiskar.

## Underarter
Arten delas in i följande underarter:
- C. s. fulvus
- C. s. stercusmuscarum